# Гут, Владимир Алексеевич
Влади́мир Алексе́евич Гут (17 июня 1954 года, Иртыш, Черлакский район, Омская область) — советский и российский дартсмен, тренер и спортивный деятель. Мастер спорта России, спортивный судья всероссийской категории, тренер-преподаватель высшей категории.
Главный тренер сборной России по дартсу. Вице-президент Федерации дартса России, бывший председатель Федерации дартса Свердловской области.
Известен как один из самых успешных тренеров в истории отечественного дартса.

## Биография
В 1971 году окончил Саргатское педагогическое училище по специальности «Преподавание физического воспитания в общеобразовательной школе». Работает старшим тренером в спортивной школе «Виктория».
Самые известные воспитанники Гута — чемпионы мира Елена Шульгина и Игорь Мантуров, чемпионы России Юрий Салев, Станислав Мегеря и Александра Земцова.
В 2009 году стал одним из учредителей Федерации дартса России.